# Association allemande des assureurs de réacteurs nucléaires
L'Association allemande des assureurs de réacteurs nucléaires (en allemand : Deutsche Kernreaktor-Versicherungsgemeinschaft, abrégé en DKVG),  est basée à Cologne. Regroupant l'ensemble des assureurs de centrales nucléaires de ce pays, elle forme un fonds commun de coréassurance, permettant de partager les risques entre ses membres.

## Histoire
Les pools d'assureurs du nucléaire sont apparus dans la deuxième moitié des années 1950, et on en trouve dès 1956 en Suède et Finlande, ou en Angleterre. L'Association allemande des assureurs de réacteurs nucléaires est fondée en 1957, la même année que son homologue français, Assuratome.
La DKVG, au cours de son histoire n'a eu qu'une seule fois à payer une prétention ; celle-ci s'élevait de 10000 € à 15000 €.

## Fonctions et tâches
Malgré une faible probabilité de pertes à la suite d'un événement assuré dans l'industrie nucléaire, le montant maximum possible des dommages est considérable. Pour cette raison, une compagnie d'assurance ne peut exercer seule un tel risque. En vertu du droit allemand, le transfert de ce risque nucléaire d'un assureur à un réassureur est interdite. En 1998, l'Atomic Energy Act établit à environ 2,5 milliards d'euros la responsabilité d'assurance maximale pour l'assurance nucléaire. Pour les dommages dépassant ce montant, le gouvernement fédéral est responsable conformément au § 34 de l'Atomic Energy Act. 
Si le montant des dommages dépasse le montant maximal prévu de 2,55 milliards d'euros, le gouvernement fédéral allemand paye la DKVG à la suite de l'excès de pertes. Les assurances comprennent l'éventuel coût de l'évacuation des personnes.

## La DKVG et la centrale nucléaire de Fukushima Daiichi
La centrale nucléaire de Fukushima Daiichi était assurée pour des dizaines de millions d'euros auprès de la DKVG. Selon les termes du contrat d'assurance, elle n'était pas assurée pour les dommages causés par les tremblements de terre, tsunamis et éruptions volcaniques. Par conséquent, la Tokyo Electric Power Company, propriétaire de la centrale nucléaire de Fukushima, n'était pas assurée auprès de la DKVG pour les accidents nucléaires de Fukushima,.